# Sailing Soul(s)
Sailing Soul(s) è un mixtape del 2011 pubblicato in maniera indipendente dalla cantautrice Jhené Aiko. Nel 2021, a 10 anni dal lancio del download gratuito del progetto, l'artista lo ha reso disponibile sulle piattaforme streaming ufficiali con l'aggiunta di alcune tracce inedite.Questa seconda versione del mixtape è stata pubblicata attraverso l'etichetta discografica Def Jam.

## Scrittura e composizione
Prima di lavorare a questo progetto, Jhené Aiko aveva fatto parte del mondo della discografia già da adolescente: ex corista per i B2K, avrebbe dovuto pubblicare un album di debutto via Epic Records ma il progetto è infine saltato per divergenze creative. In seguito a ciò, l'artista si è concentrata sul completamento degli studi e sulla sua prima gravidanza: in seguito a tale evento ha iniziato a scrivere le canzoni che avrebbero successivamente fatto parte di questo mixtape. L'artista afferma che il concept del progetto è nato della sua mente dopo l'ennesimo provino per una casa discografica: satura di questa tipologia di incontri, l'artista rimase molto risentita quando si sentì dire "amiamo tutto di te, hai una bellissima voce ma in questo tipo di provini dovresti essere in grado di vendere te stessa". Dopo aver scritto e composto il progetto, l'artista ha ottenuto l'appoggio di colleghi già noti come Miguel, LIl Wayne, Kendrick Lamar, Gucci Mane e Drake, che hanno tutti preso parte al progetto apparendo nei vocals di alcuni brani. Di tali ospiti soltanto Miguel è rimasto nella versione del 2021 del progetto.

## Promozione
Sebbene in un primo momento il progetto fosse disponibile soltanto in download gratuito, Aiko ha realizzato dei videoclip per i brani My Mine e Stranger.

## Tracce

### Versione del 2011
1. The Beginning – 0:09
2. Stranger – 3:35
3. Hoe (feat. Miguel, Gucci Mane) – 3:38
4. July (feat. Drake) – 3:59
5. My Mine – 4:02
6. Popular – 2:58
7. Real Now (feat. Dominik, HOPE e K. Roosevelt) – 4:21
8. Sailing Not Selling (feat. Kanye West) – 3:01
9. Do Better Blues (feat. Hope) – 4:14
10. Higher – 3:52
11. You vs Them – 3:25
12. Space Jam – 2:59
13. Growing Apart Too (feat. Kendrick Lamar e HOPE) – 3:24

### Versione del 2021
1. The Beginning – 0:09
2. Stranger – 3:35
3. Hoe (feat. Miguel) – 3:38
4. My Mine – 4:01
5. Popular – 2:58
6. Real Now (feat. Dominik, HOPE e K. Roosevelt) – 4:21
7. Sailing Not Selling – 3:01
8. Do Better Blues (feat. Hope) – 4:14
9. Higher – 3:52
10. You vs Them – 3:25
11. Space Jam – 2:59
12. Living Room Floor – 4:22
13. Mirrors – 3:52
14. 2 Seconds – 2:32
15. Snapped – 3:51